# Sainte-Hélène (Gironda)
 Sainte-Hélène  es una población y comuna francesa, situada en la región de Aquitania, departamento de Gironda, en el distrito de Burdeos y cantón de Castelnau-de-Médoc.
Forma parte de la Vía del Litoral Aquitano del Camino de Santiago.

## Demografía
| 1042 | 1052 | 1107 | 1436 | 1608 | 1776 |
| Para los censos de 1962 a 1999 la población legal corresponde a la población sin duplicidades (Fuente: INSEE [Consultar]) |      |      |      |      |      |